# Olympische Sommerspiele 1960/Teilnehmer (Irland)
| Gelbes Symbol für Goldmedaillen mit stilisierten Olympischen Ringen | Graues Symbol für Silbermedaillen mit stilisierten Olympischen Ringen | Braundes Symbol für Bronzemedaillen mit stilisierten Olympischen Ringen |
| ------------------------------------------------------------------- | --------------------------------------------------------------------- | ----------------------------------------------------------------------- |
| —                                                                   | —                                                                     | —                                                                       |

Irland nahm an den Olympischen Sommerspielen 1960 in Rom mit einer Delegation von 49 Athleten (47 Männer und 2 Frauen) an 39 Wettkämpfen in acht Sportarten teil. Ein Medaillengewinn gelang keinem der Athleten.

## Teilnehmer nach Sportarten

### Boxen
- Adam McLean
Fliegengewicht: in der 1. Runde ausgeschieden

- Paddy Kenny
Bantamgewicht: im Achtelfinale ausgeschieden

- Andrew Reddy
Federgewicht: im Achtelfinale ausgeschieden

- Danny O’Brien
Leichtgewicht: im Achtelfinale ausgeschieden

- Bernie Meli
Halbweltergewicht: im Achtelfinale ausgeschieden

- Henry Perry
Weltergewicht: in der 1. Runde ausgeschieden

- Mick Reid
Halbmittelgewicht: im Achtelfinale ausgeschieden

- Eamonn McKeon
Mittelgewicht: im Achtelfinale ausgeschieden

- Colm McCoy
Halbschwergewicht: in der 1. Runde ausgeschieden

- Joe Casey
Schwergewicht: in der 1. Runde ausgeschieden

### Fechten
Männer
- Brian Hamilton
Florett: in der Vorrunde ausgeschieden
Degen Mannschaft: in der Vorrunde ausgeschieden

- Harry Thuillier
Florett: in der Vorrunde ausgeschieden

- George Carpenter
Degen: in der Vorrunde ausgeschieden
Degen Mannschaft: in der Vorrunde ausgeschieden

- Christopher Bland
Degen: in der Vorrunde ausgeschieden
Degen Mannschaft: in der Vorrunde ausgeschieden

- Thomas Kearney
Degen: in der Vorrunde ausgeschieden
Degen Mannschaft: in der Vorrunde ausgeschieden

Frauen
- Shirley Armstrong
Florett: in der Vorrunde ausgeschieden

### Gewichtheben
- Sammy Dalzell
Federgewicht: 22. Platz

- Tommy Hayden
Leichtgewicht: 22. Platz

### Leichtathletik
Männer
- Paddy Lowry
100 m: im Vorlauf ausgeschieden
200 m: im Vorlauf ausgeschieden

- Ronnie Delany
800 m: im Viertelfinale ausgeschieden

- Michael Hoey
5000 m: im Vorlauf ausgeschieden

- Gerry McIntyre
Marathon: 22. Platz

- Willie Dunne
Marathon: 42. Platz

- Bertie Messitt
Marathon: Rennen nicht beendet

- Frank O’Reilly
50 km Gehen: 20. Platz

- John Lawlor
Hammerwurf: 4. Platz

Frauen
- Maeve Kyle
100 m: im Vorlauf ausgeschieden
200 m: im Vorlauf ausgeschieden

### Radsport
- Peter Crinnion
Straßenrennen: Rennen nicht beendet

- Sonny Cullen
Straßenrennen: Rennen nicht beendet

- Séamus Herron
Straßenrennen: Rennen nicht beendet

- Michael Horgan
Bahn Sprint: in der 2. Runde ausgeschieden

- Martin McKay
Bahn Sprint: in der 2. Runde ausgeschieden
Bahn 1000 m Einzelzeitfahren: 24. Platz

### Reiten
- Eddie Harty
Vielseitigkeit: 9. Platz
Vielseitigkeit Mannschaft: 6. Platz

- Tony Cameron
Vielseitigkeit: 27. Platz
Vielseitigkeit Mannschaft: 6. Platz

- Ian Hume-Dudgeon
Vielseitigkeit: 30. Platz
Vielseitigkeit Mannschaft: 6. Platz

- Harry Freeman-Jackson
Vielseitigkeit: ausgeschieden
Vielseitigkeit Mannschaft: 6. Platz

- Sean Daly
Springreiten: ausgeschieden
Springreiten Mannschaft: ausgeschieden

- Billy Ringrose
Springreiten: ausgeschieden
Springreiten Mannschaft: ausgeschieden

- Éamon O’Donohoe
Springreiten: ausgeschieden
Springreiten Mannschaft: ausgeschieden

### Ringen
- Seán O’Connor
Fliegengewicht, Freistil: in der 2. Runde ausgeschieden

- Dermot Dunne
Bantamgewicht, Freistil: in der 3. Runde ausgeschieden

- Joe Feeney
Weltergewicht, Freistil: in der 2. Runde ausgeschieden

- Gerry Martina
Halbschwergewicht, Freistil: in der 1. Runde ausgeschieden

### Segeln
- Somers Payne
Finn-Dinghy: 18. Platz

- Johnny Hooper
Flying Dutchman: 10. Platz

- Peter Gray
Flying Dutchman: 10. Platz

- Jimmy Mooney
Drachen: 12. Platz

- Robin Benson
Drachen: 12. Platz

- David Ryder
Drachen: 12. Platz